# Família d'Eunòmia

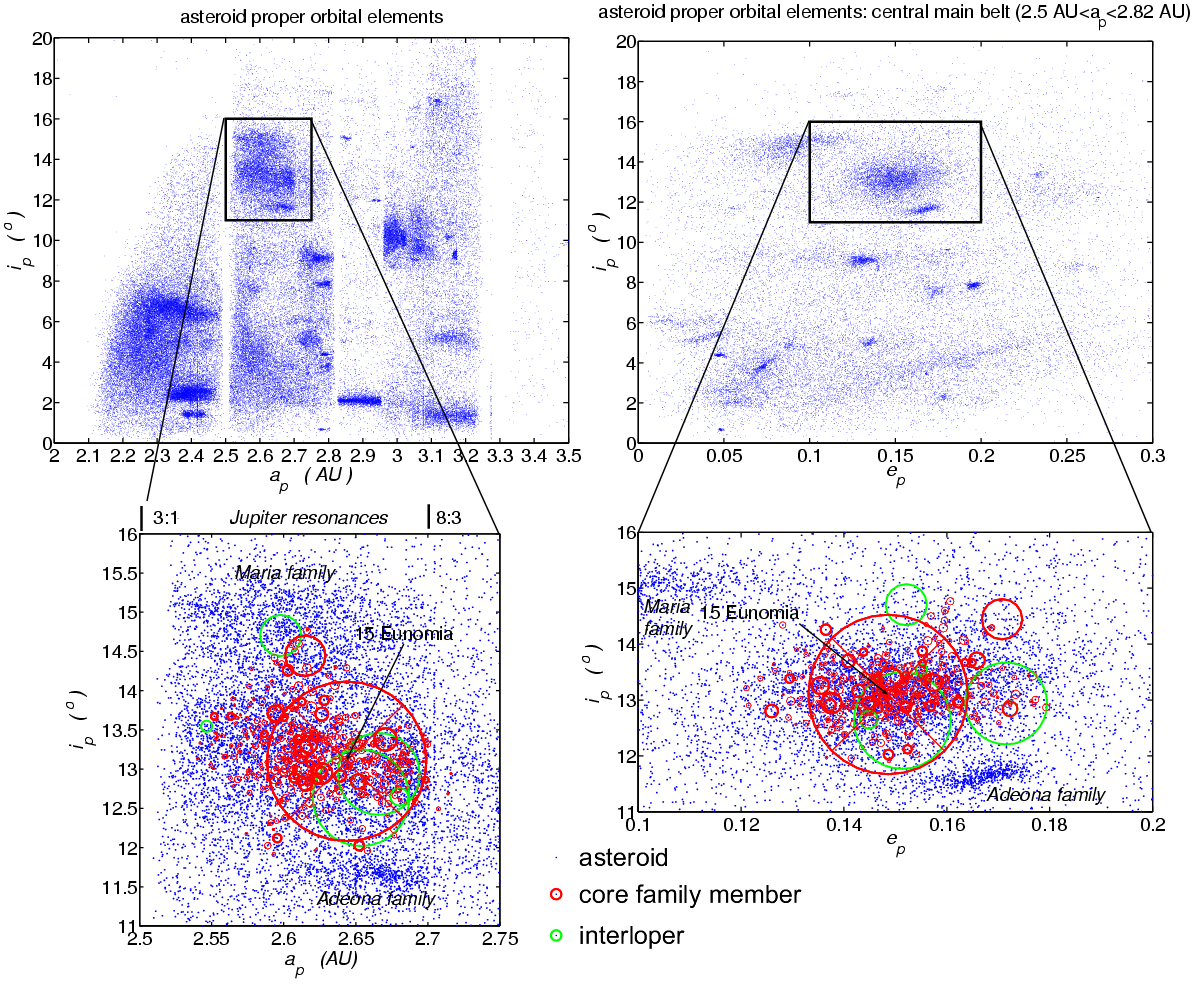
Ubicació i estructura de la família Eunòmia.

La família d'Eunòmia és una gran agrupació d'asteroides del tipus S, la denominació de la qual procedeix de l'asteroide Eunòmia. És la família més prominent del cinturó d'asteroides intermedi. Aproximadament el 5% de tots els asteroides del cinturó principal pertanyen a aquesta família.

## Característiques
El membre més gran amb diferència de la família és (15) Eunòmia, el major de tots els asteroides del tipus S (rocosos; de l'anglès "stony"), amb aproximadament 300 km en el seu eix major. Té 250 km de radi mitjà, i se situa molt pròxim al baricentre de la família. S'estima que Eunòmia conté aproximadament el 70-75% de la massa del cos original, que havia de tenir un diàmetre mitjà d'uns 280 km, i que va ser disgregat per l'impacte catastròfic que va crear la família.